# Хоциміно
Хоциміно (пол. Chocimino, нім. Gutzmin) — село в Польщі, у гміні Полянув Кошалінського повіту Західнопоморського воєводства.
Населення — 200 осіб (2011).
У 1975-1998 роках село належало до Кошалінського воєводства.

## Демографія
Демографічна структура станом на 31 березня 2011 року:
|          | Загалом | Допрацездатний вік | Працездатний вік | Постпрацездатний вік |
| -------- | ------- | ------------------ | ---------------- | -------------------- |
| Чоловіки | 90      | 16                 | 67               | 7                    |
| Жінки    | 110     | 33                 | 57               | 20                   |
| Разом    | 200     | 49                 | 124              | 27                   |